# نادي الأهلي صربا
نادي الأهلي صربا الرياضي هو نادي كرة قدم لبناني، يقع مقره في جونيه. لعب النادي سابقًا في الدوري اللبناني، لكنه هبط في موسم 1995-96 من خلال احتلاله المركز الرابع عشر.